# 郑宝用
郑宝用（1964年－），中国通信技术专家，曾担任华为技术有限公司常务副总裁、总工程师等职。工号0002，是该公司早期发展阶段的核心成员之一。

## 职业生涯
1989年加入华为技术有限公司，历任公司常务副总裁、战略规划办主任、产品战略研究规划部主任等职务。其技术背景对公司早期通信设备研发产生重要影响。